# U-134 (tàu ngầm Đức) (1941)
U-134 là một tàu ngầm tấn công  Lớp Type VII thuộc phân lớp Type VIIC được Hải quân Đức Quốc Xã chế tạo trong Chiến tranh Thế giới thứ hai. Nhập biên chế năm 1941, nó đã thực hiện được tổng cộng chín chuyến tuần tra, đánh chìm được ba tàu buôn tổng tải trọng 12.147 GRT, đồng thời bắn rơi một khí cầu. Quay trở về căn cứ sau chuyến tuần tra cuối cùng U-133 bị tàu frigate Hải quân Hoàng gia Anh HMS Rother thả mìn sâu đánh chìm trong vịnh Biscay vào ngày 27 tháng 8, 1943.

## Thiết kế và chế tạo

### Thiết kế

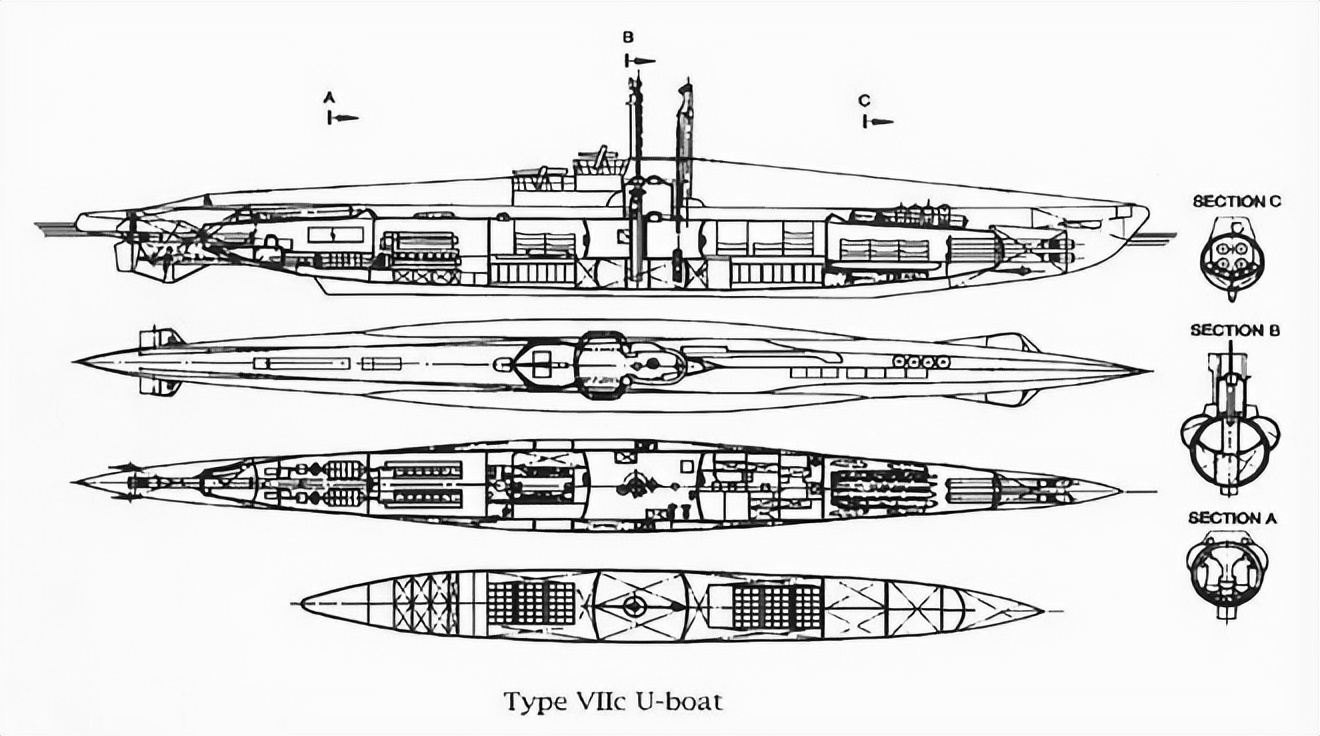
Sơ đồ các mặt cắt một tàu ngầm Type VIIC

Phân lớp VIIC của Tàu ngầm Type VII là một phiên bản VIIB được kéo dài thêm. Chúng có trọng lượng choán nước 769 t (757 tấn Anh) khi nổi và 871 t (857 tấn Anh) khi lặn). Con tàu có chiều dài chung 67,10 m (220 ft 2 in), lớp vỏ trong chịu áp lực dài 50,50 m (165 ft 8 in), mạn tàu rộng 6,20 m (20 ft 4 in), chiều cao 9,60 m (31 ft 6 in) và mớn nước 4,74 m (15 ft 7 in).
Chúng trang bị hai động cơ diesel MAN M 6 V 40/46 siêu tăng áp 6-xy lanh 4 thì, tổng công suất 2.800–3.200 PS (2.100–2.400 kW; 2.800–3.200 bhp), dẫn động hai trục chân vịt đường kính 1,23 m (4,0 ft), cho phép đạt tốc độ tối đa 17,7 kn (32,8 km/h), và tầm hoạt động tối đa 8.500 nmi (15.700 km) khi đi tốc độ đường trường 10 kn (19 km/h). Khi đi ngầm dưới nước, chúng sử dụng hai động cơ/máy phát điện Brown, Boveri & Cie GG UB 720/8 tổng công suất 750 PS (550 kW; 740 shp). Tốc độ tối đa khi lặn là 7,6 kn (14,1 km/h), và tầm hoạt động 80 nmi (150 km) ở tốc độ 4 kn (7,4 km/h). Con tàu có khả năng lặn sâu đến 230 m (750 ft).
Vũ khí trang bị có năm ống phóng ngư lôi 53,3 cm (21 in), bao gồm bốn ống trước mũi và một ống phía đuôi, và mang theo tổng cộng 14 quả ngư lôi, hoặc tối đa 22 quả thủy lôi TMA, hoặc 33 quả TMB. Tàu ngầm Type VIIC bố trí một hải pháo 8,8 cm SK C/35 cùng một pháo phòng không 2 cm (0,79 in) trên boong tàu. Thủy thủ đoàn bao gồm 4 sĩ quan và 40-56 thủy thủ.

### Chế tạo
U-134 được đặt hàng vào ngày 7 tháng 8, 1939, và được đặt lườn tại xưởng tàu của hãng Vegesacker Werft tại Bremen-Vegesack vào ngày 6 tháng 9, 1940. Nó được hạ thủy vào ngày 17 tháng 5, 1941, và nhập biên chế cùng Hải quân Đức Quốc Xã vào ngày 26 tháng 7, 1941 dưới quyền chỉ huy của Hạm trưởng, Đại úy Hải quân Rudolf Schendel.

## Lịch sử hoạt động

### 1941

#### Chuyến tuần tra thứ nhất
U-132 khởi hành từ cảng Kiel vào ngày 1 tháng 12, 1941 cho chuyến tuần tra đầu tiên trong chiến tranh, và hoạt động dọc theo bờ biển Na Uy. Vào ngày 9 tháng 12, nó phóng ngư lôi tấn công một đoàn bốn tàu vận tải đang di chuyển cặp bờ biển phía Bắc Na Uy, và đã đánh chìm nhầm chiếc tàu buôn Đức Steinbek 2.185 GRT tại tọa độ 71°09′B 29°25′Đ / 71,15°B 29,417°Đ. Kết quả thanh tra của Bộ tổng chỉ huy Hải quân Đức quy kết một phần trách nhiệm cho hạm trưởng của U-134, Đại úy Rudolf Schendel, nhưng một phần khác do không có thông tin về vị trí các tàu bè trong khu vực. U-132 kết thúc chuyến tuần tra và đi đến cảng Kirkenes ở phía cực Bắc Na Uy vào ngày 12 tháng 12.

#### Chuyến tuần tra thứ hai
U-134 khởi hành từ cảng Kirkenes vào ngày 24 tháng 12 cho chuyến tuần tra thứ hai, và hoạt động trong vùng biển Barents về phía Bắc Na Uy. Vào ngày 2 tháng 1, 1942, nó đã tấn công chiếc tàu buôn Anh Waziristan 8.135 GRT, vốn bị phân tán khỏi Đoàn tàu PQ 7a. Sau hai quả ngư lôi đầu tiên phóng lúc 06 giờ 22 phút và 06 giờ 39 phút không trúng đích, quả thứ ba phóng lúc 06 giờ 48 phút đã khiến mục tiêu vỡ làm đôi và đắm lúc 07 giờ 20 phút ở vị trí 20 nmi (37 km) về phía Nam đảo Bear, tại tọa độ 74°09′B 19°10′Đ / 74,15°B 19,167°Đ; toàn bộ 37 thành viên thủy thủ đoàn cùng mười pháo thủ đều thiệt mạng. U-134 kết thúc chuyến tuần tra và quay trở về căn cứ Kirkenes vào ngày 20 tháng 1, 1942.

### 1942

#### Chuyến tuần tra thứ ba, thứ tư và thứ năm
Trong chuyến tuần tra thứ ba từ ngày 1 đến ngày 22 tháng 2, cùng xuất phát và kết thúc tại Kirkenes, cũng như trong chuyến tuần tra tiếp theo từ ngày 1 đến ngày 22 tháng 5, U-134 tiếp tục hoạt động trong vùng biển Barents, nhưng không đánh chìm được mục tiêu nào.
Trong chuyến tuần tra thứ năm, chiếc tàu ngầm chuyển căn cứ hoạt động từ Na Uy sang Pháp, khi rời Kiel vào ngày 19 tháng 5, ghé đến Kristiansand, Na Uy, rồi băng qua khe GIUK giữa quần đảo Faroe và Iceland để đi sang Bắc Đại Tây Dương. Nó đi đến cảng La Pallice tại La Rochelle bên bờ biển Đại Tây Dương của Pháp đã bị Đức chiếm đóng, đến nơi vào ngày 1 tháng 6. La Pallice trở thành căn cứ hoạt động của U-134 trong suốt bốn chuyến tuần tra tiếp theo.

#### Chuyến tuần tra thứ sáu và thứ bảy
U-134 khởi hành từ cảng La Pallice vào ngày 11 tháng 6 cho chuyến tuần tra thứ sáu, và băng qua suốt Đại Tây Dương để hoạt động ngoài khơi Florida, Hoa Kỳ và vùng biển Caribe. Tuy nhiên nó không đánh chìm được mục tiêu nào, và quay trở về La Pallice vào ngày 1 tháng 9.
Trong chuyến tuần tra tiếp theo bắt đầu từ ngày 15 tháng 10, 1942 và kết thúc vào ngày 19 tháng 1, 1943, U-134 hướng xuống Nam Đại Tây Dương để hoạt động vùng biển giữa Nam Mỹ và Châu Phi. Vào ngày 14 tháng 11, nó phóng ngư lôi tấn công và đánh chìm tàu buôn Panama SS Scapa Flow 4.827 GRT lúc 16 giờ 58 phút tại tọa độ 12°B 30°T / 12°B 30°T.

### 1943

#### Chuyến tuần tra thứ thứ tám
Sau khi quyền chỉ huy U-134 được chuyển giao cho Trung úy Hải quân Hans-Günther Brosin, con tàu thực hiện chuyến tuần tra thứ tám từ ngày 6 tháng 3, 1943 tại khu vực giữa Bắc Đại Tây Dương. Nó không đánh chìm được mục tiêu nào, mà lại gặp trục trặc động cơ vào ngày 22 tháng 4, nên phải cắt ngắn chuyến tuần tra và quay trở về căn cứ vào ngày 2 tháng 5.

#### Chuyến tuần tra thứ chín - Bắn rơi khí cầuK-74
U-134 khởi hành từ cảng La Pallice vào ngày 10 tháng 6 cho chuyến tuần tra thứ chín, cũng là chuyến cuối cùng, để hoạt động ngoài khơi Florida, Hoa Kỳ. Tại đây nó đã bắn rơi khí cầu lớp ZPK K-74 dài 250 ft (76 m) do hãng Goodyear chế tạo, trở thành khí cầu duy nhất bị bắn rơi trong chiến tranh. Xuất phát từ căn cứ Không lực Hải quân Richmond, Florida, K-74 phát hiện U-134 qua radar tại eo biển Florida lúc 23 giờ 40 phút ngày 18 tháng 7. Học thuyết Hải quân Hoa Kỳ yêu cầu các khí cầu giữ khoảng cách bên ngoài tầm bắn của tàu ngầm để hướng dẫn cho máy bay hay tàu chiến tấn công mục tiêu. Tuy nhiên, phi công chiếc khí cầu, Đại úy Hải quân Nelson C. Grills, đã bỏ qua quy định này khi tìm cách ngăn chặn U-134 tiếp cận một tàu buôn và một tàu chở dầu đang ở phía trước chiếc tàu ngầm. K-74 bị hỏa lực pháo phòng không 20-mm của U-134 khi tiếp cận mục tiêu với tốc độ 55 nmi (102 km); K-74 đáp trả bằng hỏa lực súng máy Browning M2  .50 BMG (12,7 mm), cho đến khi hết độ nghiêng khi chiếc khí cầu bay ngang bên trên U-134 để ném bom. Mìn sâu Mark XVII do K-74 thả xuống đã gây U-134 cho những hư hại bên dưới mực nước, nhưng chiếc khí cầu cũng bị mất kiểm soát, bay lên đến độ cao 1.000 ft (300 m) trước khi rơi xuống biển. Toàn bộ tổ lái của K-74 đều được an toàn khi nó chạm mặt nước, và họ nhanh chóng rời khỏi chiếc khí cầu, đề phòng những quả mìn sâu còn lại bị kích nổ. Tuy nhiên K-74 đã tiếp tục nổi trong tám giờ tiếp theo, và U-134 đã kéo một phần xác khí cầu đắm để chụp ảnh và đánh giá. Toàn bộ tổ lái của K-74 được tàu săn ngầm USS SC-657 và tàu khu trục USS Dahlgren. Chỉ vài phút trước khi được giải cứu, một thành viên K-74 đuối nước do bị cá mập tấn công, trở thành tổn thất nhân sự khí cầu duy nhất của Hải quân Hoa Kỳ tử trận trong Thế Chiến II.

#### Bị đánh chìm
Ở vị trí về phía Đông Nam Miami, Florida vào ngày 19 tháng 7, U-134 bị một máy bay ném bom Lockheed Ventura phát hiện và thả ba quả mìn sâu tấn công, khiến chiếc tàu ngầm bị hư hại dàn ắc-quy phía trước. Đến ngày 21 tháng 8, khi U-134 bắt đầu hành trình quay trở về, nó bị các máy bay F4F Wildcat và TBF Avenger xuất phát từ tàu sân bay hộ tống USS Croatan, vốn trong thành phần hộ tống cho Đoàn tàu UGS 14, tấn công; tuy nhiên nó thoát được mà không bị hư hại.
Tuy nhiên trong vịnh Biscay vào ngày 27 tháng 8, khi đã gần về đến căn cứ, U-134 đụng độ với tàu frigate Anh HMS Rother, và bị đối phương thả mìn sâu đánh chìm về phía Bắc mũi Ortegal, A Coruña, Tây Ban Nha, tại tọa độ 44°03′B 08°05′T / 44,05°B 8,083°T; toàn bộ 48 thành viên thủy thủ đoàn đều tử trận.
Trước khi bị đánh chìm, U-134 đã kịp gửi hình ảnh của K-74 sang một tàu ngầm khác. Hải quân Hoa Kỳ không hề hay biết K-74 đã bị xâm nhập cho đến khi nhữg bức ảnh được khám phá vào năm 1958.

### "Bầy sói" tham gia
U-134 từng tham gia bảy bầy sói:
- Ulan (25 tháng 12, 1941 – 19 tháng 1, 1942)
- Umbau (4 – 16 tháng 2, 1942)
- Endrass (12 – 17 tháng 6, 1942)
- Streitaxt (20 tháng 10 - 2 tháng 11, 1942)
- Stürmer (11 – 20 tháng 3, 1943)
- Seeteufel (21 – 30 tháng 3, 1943)
- Meise (15 – 22 tháng 4, 1943)

### Tóm tắt chiến công
U-134 đã đánh chìm được ba tàu buôn tổng tải trọng 12.147 GRT:
| Ngày              | Tên tàu    | Quốc tịch      | Tải trọng | Số phận      |
| ----------------- | ---------- | -------------- | --------- | ------------ |
| 9 tháng 12, 1941  | Steinbek   | Nazi Germany   | 2.185     | Bị đánh chìm |
| 2 tháng 1, 1942   | Waziristan | United Kingdom | 5.135     | Bị đánh chìm |
| 14 tháng 11, 1942 | Scapa Flow | Panama         | 4.827     | Bị đánh chìm |